# Pietro Allori
Pietro Allori (Gonnesa, 18 maggio 1925 – Iglesias, 31 marzo 1985) è stato un presbitero e compositore italiano, maestro di cappella della cattedrale di Iglesias dal 1955 al 1985.

## Biografia
Pietro Allori nacque il 18 maggio 1925 a Gonnesa, piccolo centro nella Sardegna sud-occidentale a vocazione mineraria, attualmente in provincia di Carbonia-Iglesias. Ultimo di sei figli di Ranieri Allori, capocantiere nella miniera di Seddas is Modditzis, Pietro Allori studiò nel seminario regionale di Cuglieri. Divenuto sacerdote nel 1951, fu viceparroco a Gonnesa fino al 1954. Trasferitosi in seguito nella vicina Iglesias (ove restò fino alla sua morte, sopravvenuta il 31 marzo 1985), vi divenne nel 1955 maestro di cappella della cattedrale. Nominato canonico nel 1966, don Pietro Allori svolse, accanto alle mansioni di responsabile della musica liturgica della cattedrale di Santa Chiara a Iglesias, il compito di vicecancelliere presso la curia di questa stessa diocesi.

### Studi
Don Allori si era dedicato sin da giovanissimo allo studio della musica, con particolare attenzione per il canto gregoriano, che diverrà l'autentica fonte della sua ispirazione artistica di compositore. La parrocchia S. Andrea di Gonnesa è stato l'ambito liturgico spirituale in cui don Allori ha ricevuto e maturato la sua formazione cristiana sino al sacerdozio. La sua frequentazione alla vita della parrocchia fu assidua e forte sotto la guida dei parroci don Antonio Cavassa, don Mario Melis e, soprattutto, don Onorino Cocco. Le sue innate doti musicali hanno potuto esprimersi grazie alla presenza, nella cantoria della chiesa parrocchiale, dell'organo 'Gaetano Cavalli', costruito a Lodi e collocato in fondo alla chiesa intorno al 1901. La dedizione e passione di don Allori per questo strumento è rimasta inalterata per tutta la vita. Amava la pastosità del registro Principale di 8', si lasciava affascinare dalla delicatezza e bellezza del suono del flauto di 4', dal registro Undamaris che, accoppiato al Principale, produceva un suono mistico, un suono di devozione che don Allori esprimeva soprattutto durante l'Elevazione della Santa Messa e la Benedizione eucaristica. La tromba armonica, suddivisa in basso e soprano incrementava le sonorità maestose dello strumento allorché veniva unita alle file di ripieno. Il basso armonico di 8' alla pedaliera conferiva una profondità dolce all'insieme dei registri grazie ad una delicata ampiezza dei suoi armonici. I suoni dell'organo di Gonnesa influenzeranno il gusto per lo studio dell'armonia e del contrappunto che si può notare facilmente in tutte le composizioni di Allori sia vocali che strumentali.
Studiò intensamente il clavicembalo ben temperato di Johann Sebastian Bach, e ciò lo indusse, pur se dotato di notevolissime qualità e di una grande facilità di lettura, mentre ancora completava gli studi di teologia, ad approfondire le proprie conoscenze musicali sotto la guida di specialisti. Studiò perciò composizione con i maestri Alessandro Esposito e Rodolfo Cicionesi del Conservatorio “Luigi Cherubini” di Firenze, e polifonia antica con il maestro Amerigo Bortone del Conservatorio “Giuseppe Verdi” di Milano.

### Attività
- la sua musica si trova a distanza siderale da tutto ciò che oggi passa per "moderno". E nonostante ciò, è molto vicina alla nostra epoca e agli uomini del nostro tempo; essa ci parla direttamente al cuore, senza mediazioni, come una parte della lode a Dio, e a Cristo, che da duemila anni risuona nelle nostre chiese; essa risplende di atemporalità e di eternità e non deve tener conto delle mode passeggere poiché essa dà l'impressione dell'eterna verità della fede. La sua musica ci parla in una lingua che nella sua classica semplicità penetra direttamente il cuore umano, grazie all'immediatezza conferitale dalla Parola divina; essa non ha bisogno di prolisse spiegazioni: la sua grande ricchezza è visibile e sperimentabile attraverso le sue alte qualità di forma e struttura.»
(Wilhelm Krumbach, 1984)
Ha composto più di 20 messe e oltre 800 composizioni vocali: mottetti e responsori destinati al servizio liturgico della cattedrale, principalmente, ma anche brani didattici e ricreativi, e qualche centinaio di brani per organo, pianoforte e chitarra. La sua produzione strumentale nasce all'interno di quella attività didattica che don Allori ha dedicato con molta passione ad allievi di ogni età. A molti di costoro sono dedicate sue composizioni.
Musica per una Cattedrale è il progetto perseguito dal Coro dell'Università Cattolica di Milano, diretto da Angelo Rosso, per valorizzare e promuovere l'ascolto delle pagine organistiche e corali più significative della produzione alloriana. Dal 1998 fino all'ultima edizione del maggio 2010 sono stati pubblicati i Cd Venite Gentes e Festivis resonent (Coro dell'Università Cattolica, Wilhelm Krumbach, organo) e Laudemus Dominum (Coro dell'Università Cattolica, Alessio Corti, organo) con una scelta di brani organistici e corali per i diversi tempi dell'anno liturgico.
In occasione dei 10 anni dalla morte del compositore iglesiente è stato pubblicato il cd Pietro Allori (1925-1985), Sacred works, 
Pro Cantione Antiqua, direttore Mark Brown. Sempre nel decennale dalla morte è stata fondata e a lui intitolata la cappella musicale “Pietro Allori” , diretta dal suo allievo Mariano Garau, formazione corale che rivolge particolare attenzione alla produzione vocale del compositore oltre che ai grandi testi del repertorio gregoriano e rinascimentale.
Nel 2006 l'Università Cattolica di Milano ha pubblicato il catalogo tematico dell'opera di don Allori. Nello stesso anno molti dei manoscritti di musica corale, strumentale, chitarristica sono stati donati dalla famiglia Allori alla diocesi di Iglesias. Copie manoscritte (delle stesse opere donate alla diocesi) si trovano anche presso l'archivio musicale dell'Angelo  di Milano consegnate dallo stesso don Allori ad Angelo Rosso, nipote materno e direttore per oltre 30 anni del Coro dell'Università Cattolica.
Tutti i documenti biografici (lettere, foto, diari e corrispondenze) sui quali sono state scritte le diverse biografie e tanti articoli sono custoditi presso l'Archivio inedito “don Pietro Allori” di Gonnesa.

## Archivio
Alla morte di don Allori l'archivio fu custodito dalla sorella Ermelinda che, nel 2006, donò all'Archivio Storico Diocesano di Iglesias la parte relativa alla produzione musicale. Nel 2010 tale fondo è stato dichiarato di interesse storico particolarmente importante (dich. n. 71) dalla Soprintendenza archivistica della Sardegna, ai sensi del Codice dei beni culturali e del paesaggio (art. 13 D. lgs. 42/2004). ll materiale, costituito prevalentemente da spartiti originali, è distribuito in 21 buste che contengono 163 fascicoli di partiture di musica liturgica, 77 fascicoli di partiture di musica non liturgica, 60 fascicoli di partiture di musica strumentale per organo e pianoforte e 170 fascicoli di partiture di musica strumentale per chitarra per un totale di 1633 composizioni.